# Порт Остин (Мичиген)
Порт Остин (енгл. Port Austin) град је у америчкој савезној држави Мичиген.

## Демографија
По попису из 2010. године број становника је 664, што је 73 (-9,9%) становника мање него 2000. године.
| Група             | 2000.       | 2010.       |
| Белци             | 721 (97,8%) | 630 (94,9%) |
| Афроамериканци    | 2 (0,3%)    | 1 (0,2%)    |
| Азијати           | 1 (0,1%)    | 7 (1,1%)    |
| Хиспаноамериканци | 5 (0,7%)    | 11 (1,7%)   |
| Укупно            | 737         | 664         |